# Zygothuria
Genre
Zygothuria est un genre de concombres de mer de la famille des Mesothuriidae.

## Liste des genres
Selon World Register of Marine Species (6 novembre 2014) :
- Zygothuria candelabri (Hérouard, 1923) -- Atlantique nord-est
- Zygothuria connectens Perrier R., 1898 -- Atlantique nord
- Zygothuria lactea (Théel, 1886) -- Atlantique nord
- Zygothuria marginata (Sluiter, 1901) -- Nouvelle-Zélande
- Zygothuria oxysclera (Perrier R., 1902)
- Zygothuria thomsoni (Théel, 1886)